# Sinebrychoff
Синебрю́ккофф (швед. Sinebrychoff; [sineˈbrykːoff]) — финская пивоваренная компания (выпускает также и безалкогольные напитки).
Основана в 1819 году в Хельсинки, столице Великого княжества Финляндского, купцом Николаем Петровичем Синебрюховым. На сегодняшний момент является одной из крупнейших пивоваренных компаний Финляндии (контролируя порядка 48 % рынка), входит в структуры ТНК Carlsberg.

## Общие данные
По некотором данным пивоварня Sinebrychoff является старейшей в Северной Европе. Изначально расположенная в Хельсинки, ныне она находится в городке Керава.
На логотипе компании изображены две лошади под золотой короной. Начиная с 2009 года, лошади изображаются синими на белом фоне. Иногда используется и инвертированный логотип — белые лошади на синем фоне.

## Продукция

### Пиво
Пивоварня прославилась фирменными сортами Koff , Garage и Sinebrychoff Porter. 
Также успехом пользуются сорт Karhu и другие сезонные и особые сорта. 

### Безалкогольные напитки
Компания выпускает широкий спектр иных напитков.
Sinebrychoff обладает лицензией на выпуск брендов компании Coca-Cola (Coca-Cola, Fanta, Sprite, Dr Pepper, Bonaqua и Powerade) в Финляндии, а также правами на выпуск напитка Schweppes. Наряду с этим компания выпускает энергетические напитки Battery и тонизирующие напитки Hyvää Päivää.